# Manuel Ortega
Manuel Ortega (* 8. April 1980 in Steyregg, eigentlich Manuel Hanke) ist ein österreichischer Sänger und Entertainer.

## Leben
Als Sohn einer Spanierin (Carmen Ortega Rangel) und eines Österreichers (Peter Hanke) begann Manuel Ortega seine musikalische Ausbildung im Alter von sieben Jahren im Kinder-Kirchenchor Steyregg und den St. Florianer Sängerknaben.
Im Alter von neun Jahren lernte Manuel Ortega seinen ersten Förderer und Gesangslehrer Thomas Fleischanderl kennen, der sein außergewöhnliches Talent sofort erkannte und mit ihm zu arbeiten begann. In den darauffolgenden vier Jahren war er Gastsänger im Brucknerchor Linz, nahm zwei Mal am Finale der Ausscheidung der UNICEF-Gala – Danny Kaye International Children’s Awards teil und absolvierte seine ersten Fernsehauftritte im Kinder-Wurlitzer des ORF.
Es folgten einige Jahre der musikalischen Selbstfindung, die er sich als Reisebürokaufmann und Angestellter einer Fluglinie finanzierte. Manuel Ortega sang in dieser Zeit in verschiedensten Bands und Formationen und experimentierte mit den unterschiedlichsten Musikrichtungen (von Rock, Soul, Funk, Punk bis Pop).
1997 nahm Manuel Ortega am größten Boygroup-Casting des Landes teil (initiiert von der Kronen Zeitung) und überzeugte die dortige Fachjury (Peter Wolf, Peter Kupfer, Sandra Pires u. a.), sodass sie ihn aus 1800 Bewerbern zum Leadsänger der Boygroup Whatz up machten. Nach drei Jahren, zwei Singles und einem Album (Warner Music Austria) wurde die Band aufgelöst, und Manuel Ortega begann an seiner Solokarriere zu arbeiten.
Mit 20 Jahren lernte er den österreichischen Musikproduzenten Alexander Kahr kennen, der seine gesanglichen Fähigkeiten sofort erkannte und ihn unter Vertrag nahm. Gemeinsam arbeiteten sie an den ersten Songs für sein Solo-Debütalbum, und noch im selben Jahr unterzeichneten beide einen Plattenvertrag bei Emi Music Austria.
2001 veröffentlichte Manuel Ortega seine erste Single mit dem Titel El amor la vida, die noch im selben Jahr zur meistgespielten Single des Landes avancierte. TV-Auftritte bei Vera Russwurm, Taxi Orange und viele mehr folgten.
Im Jahre 2002 gewann Manuel Ortega mit seinem Song Say A Word die Vorausscheidung zum Eurovision Song Contest und fuhr als österreichische Vertretung zum 46. ESC nach Tallinn. Er belegte den 18. Platz von 24 teilnehmenden Ländern und wurde von der Türkei mit der vollen Punkteanzahl (12 Punkte) belohnt. Noch im selben Jahr steuerte Manuel Ortega den Titelsong Upside Down zur Ö3-Aktion „Expedition Großglockner“ bei.
Im Jahr 2003 wurde Manuel Ortega mit dem Amadeus Austrian Music Award als Newcomer des Jahres ausgezeichnet und war im selben Jahr mit Say A Word für die Single des Jahres national nominiert.
Im darauffolgenden Jahr veröffentlichte er sein zweites Soloalbum Love, Live, Fly und sang am Opernball in New York City.

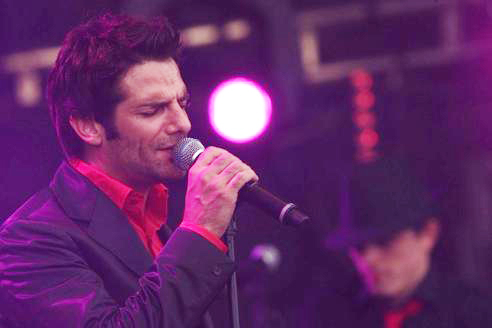
Manuel Ortega – 2010 Live am Donauinselfest (Hauptbühne)

2006 nahm Manuel Ortega an der zweiten Staffel der ORF-Show Dancing Stars teil. Gemeinsam mit seiner Tanzpartnerin Kelly Kainz gewann er am 5. Mai 2006 die Show. Aufgrund einer vorher getätigten Wette, dass er über die Kärntner Straße flitzen würde, sollte er die Dancing-Stars-Show gewinnen, lief Manuel Ortega 2006, wie schon mit 16 Jahren in Linz, nackt durch die Wiener Innenstadt. Noch im selben Jahr wurde ihm von der Stadt Steyregg das Ehrenzeichen für kulturelle Verdienste verliehen und wurde er mit dem Vienna Dance Award ausgezeichnet.
Ebenfalls im Jahr 2006 veröffentlichte er gemeinsam mit der Plattenfirma Sony Music Austria sein Album Angekommen und schaffte es damit auf Platz 7 der österreichischen Verkaufscharts. Es folgte eine Konzert-Tour durch Österreich, die mit einem Auftritt in der Hofburg bei Bundespräsident Heinz Fischer ihren Abschluss fand. 2006 wurde Manuel Ortega zum Ehrenringträger seiner Heimatstadt Steyregg ernannt.
Im Jahr 2008 gründete Manuel Ortega gemeinsam mit Robert Brandstötter in Kooperation mit dem Vienna Konservatorium die Vienna Vocal Academy, an der er bis heute selbst unterrichtet, und nahm an der ORF-Fußballshow Das Match teil. Im darauffolgenden Jahr produzierte er mit Christian Kolonovits die Singles Nur Du und Herzschlag. Anfang der 2010er-Jahre folgte eine musikalische Neuausrichtung.
Gemeinsam mit seinem langjährigen Musikerkollegen Johannes „Awa“ Kurz produzierte er 2012 sein Album Niemals zu spät. Die erste Single Ohne Worte aus dem Album schaffte es auf Anhieb in die österreichischen Airplaycharts.
Im Juli 2011 heiratete Manuel Ortega in Wien seine langjährige Lebensgefährtin Isabella Zellmann.
Seit 2023 betreibt er ein Café in Wien-Hietzing.

## Diskografie

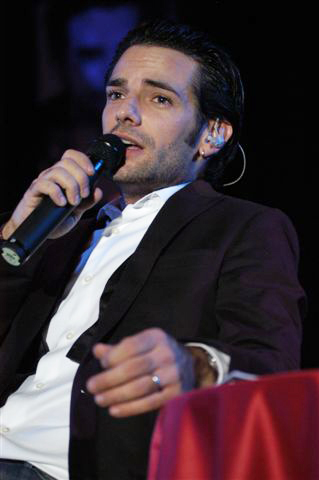
Manuel Ortega – 2006 Live im Orpheum Wien

### Alben
- 2003: Any Kind of Love
- 2004: Love, Live, Fly
- 2006: Angekommen
- 2012: Niemals zu spät

### Singles
- 2002: Say a Word
- 2002: Upside Down
- 2003: Fed Up With…
- 2003: End of Time
- 2010: Nur Du
- 2011: Herzschlag
- 2013: Genial
- 2013: Ich lieb dich (ist doch klar)
- 2018: I Kumm
- 2019: Er Fischt